# علاج طبيعي لمتلازمة النفق الرسغي
يشارك أخصائيو العلاج الطبيعي والوظيفي في عملية التقييم والتدخل مع المرضى المصابين بمتلازمة النفق الرسغي (بالإنجليزية: carpel tunnel syndrome)‏. يقدم هؤلاء المتخصصون التثقيف وإدارة الأعراض، مثل استخدام الجبائر، والوسائل الفيزيائية العلاجية، والعلاج اليدوي. كما يقدمون توصيات لتعديل المهام والمعدات والبيئة بهدف الوقاية من المضاعفات أو تقليلها. وقد نُشرت العديد من المراجعات القائمة على الأدلة والإرشادات السريرية لتزويد مقدمي العلاج والجمهور بمعلومات حول متى وكيف يكون العلاج التحفظي لمتلازمة النفق الرسغي مناسبًا من قبل أخصائي العلاج الطبيعي أو الوظيفي.

## التقييم
يمكن استخدام علامة تينيل واختبار فالين  لتقييم متلازمة النفق الرسغي، حيث يمكن لأخصائي العلاج الطبيعي أو أخصائي العلاج الوظيفي إجراؤهما. تتضمن علامة تينيل النقر على الجانب الراحي من المعصم، في حين يتطلب اختبار فالين الحفاظ على أقصى انثناء للمعصم لمدة 60 ثانية. يُعتبر الاختباران إيجابيين إذا ظهر تنميل أو وخز أو ألم في الإبهام أو السبابة أو نصف الإصبع الأوسط. ومع ذلك، فإن وجود علامة تينيل الإيجابية، أو علامة فالين، أو علامة الفليك، أو اختبار توتر الأعصاب في الطرف العلوي بشكل مستقل له دليل ضعيف في تشخيص متلازمة النفق الرسغي. لكن عند الجمع بين هذه الاختبارات الاستفزازية، تصبح أكثر موثوقية في التشخيص. عند ظهور نتائج إيجابية، قد يقوم أخصائي العلاج الطبيعي أو الوظيفي بإجراء اختبار قوة العضلات اليدوي لتقييم قوة القبضة والقرص، بالإضافة إلى تقييم مدى الحركة إلى جانب هذه القياسات، يمكن استخدام مقياس تقييم الألم الرقمي واستبيان بوسطن لمتلازمة النفق الرسغي، والذي يتكون من مقياسين فرعيين: مقياس شدة الأعراض ومقياس الحالة الوظيفية.
قد يقوم الممارس أيضًا بتحليل تفصيلي للأنشطة التي قد تتأثر بمتلازمة النفق الرسغي أو تساهم في ظهور أعراضها. على سبيل المثال، قد يحلل أخصائي العلاج الطبيعي أو الوظيفي نشاط الطهي ويجد أن الرفع المتكرر للمقالي الثقيلة هو عامل مساهم في الأعراض. كما قد يلاحظ البيئة التي يتم فيها تنفيذ النشاط لتحديد عوامل الخطر واستراتيجيات التعويض المحتملة.

## التدخل العلاجي
على الرغم من أن التدخل الجراحي لمتلازمة النفق الرسغي من خلال تحرير الرباط المثني لتخفيف ضغط العصب المتوسط غالبًا ما يكون فعالًا، إلا أن الجراحة تُوصى بها أساسًا لتخفيف الأعراض الشديدة أو المزمنة طويلة الأمد. ومع ذلك، تُشير الأبحاث إلى أن الألم يستمر لدى ما يصل إلى 38% من المرضى الذين خضعوا للجراحة. كما تُشير الدراسات إلى أن المرضى الذين يركزون على العلاج اليدوي للرقبة والعصب المتوسط، إلى جانب تمارين الإطالة، يحققون نتائج مشابهة للجراحة، مع تقدم ملحوظ خلال الشهر الأول مقارنة بالمرضى بعد الجراحة.
يقدم أخصائيو العلاج الطبيعي والعلاج الوظيفي مجموعة واسعة من العلاجات غير الجراحية لمنع أو تقليل أعراض متلازمة النفق الرسغي، ودعم التعافي بعد التدخل الجراحي. وتشمل هذه العلاجات تعديل وضعية المعصم (التجبير)، وتثقيف المرضى، والعلاج اليدوي، وإعادة تأهيل الحواس، والتمارين العلاجية، والعلاجات الحرارية، وتعديلات بيئة العمل، وحقن الكورتيكوستيرويدات. يمكن استخدام حقن الكورتيكوستيرويد في موقع النفق الرسغي لتقليل التهاب الأنسجة الزَليلِيَّة، إلا أنه لا ينبغي استخدامها كحل طويل الأمد بسبب مخاطرها عند الاستخدام المتكرر. تركز هذه التدخلات على القدرات الجسدية للفرد وبيئته وأنشطته، مع التأكيد على تمكينه من أداء الأنشطة الحياتية اليومية، والترفيهية، والعمل المدفوع أو غير المدفوع. على المستوى الشخصي، يمكن للمعالجين تقديم التثقيف والتدخل المباشر لإدارة الأعراض الجسدية. أما على مستوى البيئة والعمل، فإنهم يقدمون تعديلات وتوجيهات تتعلق بطريقة أداء المهام، بما في ذلك الأدوات والمعدات المستخدمة، والبيئة التي يتم فيها تنفيذ المهام.
غالبًا ما يكون أخصائيو العلاج الطبيعي والوظيفي الذين يقدمون التدخل العلاجي لمرضى متلازمة النفق الرسغي قد أكملوا برامج إقامة أو زمالة في هذا المجال التخصصي، وقد يكونون أيضًا معالجين معتمدين في علاج اليد. لكي يصبح المعالج معتمدًا في علاج اليد، يجب أن يكون أخصائي علاج طبيعي أو وظيفي لديه خبرة لا تقل عن 5 سنوات، بما في ذلك 2000 ساعة من العلاج المتعلق مباشرة باليد، بالإضافة إلى اجتياز اختبار الشهادة.
في النهاية، قد تكون الجراحة ضرورية إذا كانت حالة المريض شديدة وكان معرّضًا لمضاعفات مثل ضمور العضلات، أو تلف العصب المتوسط بشكل لا رجعة فيه، أو فقدان شديد في وظائف اليد. في مثل هذه الحالات، يتم إزالة الرباط المثني لتخفيف الضغط عن العصب المتوسط.

### التثقيف
يُعد التثقيف الفعّال أمرًا بالغ الأهمية في الوقاية من متلازمة النفق الرسغي وتقليل أعراضها. وعلى الرغم من أن المواد التعليمية متاحة على نطاق واسع ويمكن للمرضى الوصول إليها بسهولة، إلا أن المواد التعليمية المتاحة للعامة غالبًا ما تكون ذات جودة منخفضة وقد تحتوي على معلومات مضلّلة. يُعد أخصائيو العلاج الطبيعي والعلاج الوظيفي من بين المتخصصين الرئيسيين في الرعاية الصحية الذين يمكنهم تقديم تثقيف فعال ودقيق حول الوقاية من متلازمة النفق الرسغي وعلاجها، سواء للأفراد أو المجموعات من الأشخاص. قد يستفيد الأفراد المصابون بمتلازمة النفق الرسغي أو المعرّضون لخطر الإصابة بها من التثقيف في المجالات التالية:
- علامات وأعراض متلازمة النفق الرسغي

- خيارات العلاج: التدخلات الجراحية وغير الجراحية

- كيفية تقليل عوامل الخطر والتخفيف من الأعراض

- برنامج ارتداء الجبائر

- الميكانيكا الحيوية وتمارين العلاجية
- تعديل المهام اليومية
- استخدام الأدوات التكيفية
- تعديلات بيئة العمل

### التجبير
غالبًا ما يستخدم أخصائيو العلاج الطبيعي وأخصائيو العلاج الوظيفي التجبير كأحد أساليب العلاج لمتلازمة النفق الرسغي. يمكن أن تكون الجبائر مصنّعة مسبقًا أو مصمّمة خصيصًا وفقًا لاحتياجات المريض. تُباع الجبائر المصنعة مسبقًا في متاجر المستلزمات الطبية، وهي خيار منخفض التكلفة للمرضى، ولكن قد لا يكون قياسها دقيقًا بما يكفي لجميع الأفراد، مما يستلزم الحاجة إلى جبيرة مصممة خصيصًا. يقوم أخصائي العلاج الوظيفي بصنع جبيرة مخصصة من خلال تشكيل مادة بلاستيكية حرارية لتناسب يد المريض ومعصمه وساعده.
يمكن وضع الجبائر في الجزء الأمامي (الراحي)، أو الخلفي (الظهري)، أو الجانبي (الخنصري) من الذراع. وفقًا لمراجعة منهجية أجراها مولر وآخرون حول التدخلات العلاجية لمتلازمة النفق الرسغي، فإن جبائر التثبيت الراحي وجبائر التثبيت الزندي تُحقق نتائج مشابهة في تحسين الأعراض والوظيفة. كما تُوصى الجبائر الظهريةلمتلازمة النفق الرسغي لأنها تقلل الضغط على الجانب الراحي من المعصم.
تهدف الجبائر إلى تثبيت المعصم وتقليل الضغط داخل النفق الرسغي، مما يساعد في تقليل الحركات المتكررة والإجهاد المفرط على الأوتار داخل النفق الرسغي. هذا التثبيت يمنح غلاف الأوتار فرصة للشفاء، مما يقلل التورم، وبالتالي قد يخفف الضغط على العصب المتوسط.
كما تهدف الجبائر إلى الحفاظ على المعصم في زاوية معينة لتقليل الضغط داخل النفق الرسغي. ورغم وجود جدل حول أفضل زاوية لتثبيت المعصم، لخّص مؤلفو مراجعة منهجية حول العلاجات غير الجراحية لمتلازمة النفق الرسغي إلى أن هناك أدلة محدودة تُشير إلى أن استخدام جبيرة بوضع محايد أكثر فعالية على المدى القصير مقارنة بوضع المعصم في امتداد بمقدار 20 درجة.
في مراجعة منهجية أخرى حول التدخلات العلاجية لمتلازمة النفق الرسغي، وجد مولر وآخرون أن ارتداء الجبيرة ليلًا وكذلك أثناء القيام بالأنشطة التي تسبب تفاقم الأعراض يساعد في تخفيف الأعراض مثل التنميل والألم والوخز بشكل أفضل من عدم تلقي أي علاج.ويترتب على ذلك أن تقليل أعراض متلازمة النفق الرسغي يؤدي إلى تحسين الأداء الوظيفي بشكل عام. يُوصّى أيضًا بالتجبير في الحالات القابلة للعكس مثل متلازمة النفق الرسغي أثناء الحمل، إلى جانب العلاجات التحفظية الأخرى.
استنادًا إلى الأدبيات العلمية حول علاج متلازمة النفق الرسغي، لخصّت مراجعة حديثة إلى أن التدخل الجراحي إلى جانب العلاج الطبيعي يُعد خيارًا أفضل مقارنة بالتجبير وحده. ومع ذلك، فإن العلاج الجراحي قد يكون مكلفًا مقارنة بالعلاج التحفظي. كما أظهرت الدراسة أن 61% من المرضى الذين يعانون من أعراض متلازمة النفق الرسغي فضّلوا العلاج الطبيعي على أي تدخل جراحي. وبناءً على الأدبيات العلمية، لا يوجد علاج محدد يتفوّق على العلاجات الأخرى، مما يستدعي إجراء المزيد من البحوث والدراسات لتحديد العلاج الأمثل لمتلازمة النفق الرسغي.

### أخري
قد يشارك أخصائي العلاج الوظيفي أو العلاج الطبيعي، عند العمل كمعالج يد، في مجالات علاجية أخرى لأعراض متلازمة النفق الرسغي، وذلك وفقًا لنطاق ممارسته.تشمل هذه العلاجات لكنها لا تقتصر على العلاج بالموجات فوق الصوتية، العلاج بالمجالات الكهرومغناطيسية، العلاج المغناطيسية، العلاج بالليزر منخفض المستوى، وتمارين انزلاق الأعصاب. بالإضافة إلى ذلك، هناك أدلة معتدلة تشير إلى أن العلاج بتدليك اللِّفَافَةِ العَضَلِيَّة، العلاج بالموجات الصادمة خارج الجسم، التيار التداخلي، العلاج بالأيونوفوريسيس، والتسخين بالموجات القصيرة المستمرة قد تُساعد في تحسين الوظيفة وتخفيف الألم على المدى القصير والمتوسط. ومع ذلك، هناك حاجة إلى مزيد من البحث لتحديد المعايير العلاجية لهذه التقنيات. يمكن أن يختلف العلاج اليدوي لمتلازمة النفق الرسغي، حيث يشمل:
- تحريك الأنسجة الرخوة
- تحريك أو تعديل العظام
- العلاج بالتدليك
- تقنيات التحريك العصبي

نظرًا لأن متلازمة النفق الرسغي لا يكون لها دائمًا سبب واضح، فقد يساعد العلاج اليدوي في تحسين انزلاق العصب المتوسط أثناء حركة المعصم أو الأصابع أو المرفق، مما يقلل من التثبيت أو الانضغاط الذي قد يحدث في الساعد.
وفقًا للأبحاث الحديثة: العلاج بالموجات فوق الصوتية وتحريك عظام الرسغ لهما أدلة محدودة. تمارين انزلاق الأعصاب أو تحريك الجهاز العصبي لا تزال بحاجة إلى مزيد من البحث، لكن إضافتها إلى العلاج التحفظي قد تُسرّع عملية التعافي الوظيفي.

## تعديل الوظيفة
تعديل المهام يشير إلى تكييف السلوكيات والإجراءات التي قد تساهم في تطور أو تفاقم متلازمة النفق الرسغي. كجزء من عملية التقييم، يقوم أخصائي العلاج الطبيعي أو العلاج الوظيفي بإجراء تحليل للنشاط لتحديد المجالات التي قد تحتاج إلى تعديل. بمجرد تحليل المهمة، يمكن مناقشة الأساليب البديلة مع المريض والتفاوض بشأنها. وفقًا لدراسة دوهيني وآخرون، يمكن إعادة تصميم المهام لتشمل التنوع، مما يساعد في تقليل الحركات المتكررة التي قد تؤدي إلى تفاقم متلازمة النفق الرسغي. ومن الأمثلة على التعديلات الممكنة في المهام: استخدام الفأرة (الماوس) في الكمبيوتر حيث أظهرت دراسة كير وآخرون أن استخدام الفأرة يزيد من الضغط داخل النفق الرسغي. لذلك يُنصح بكسر العمل المتكرر المرتبط باستخدام الفأرة عبر إدخال مهام أخرى. تحسين وضعية الجسم أثناء العمل يمكن أن يساعد في تقليل الضغط على العصب المتوسط. ومن الدلائل العلمية حول تأثير التعديلات الوظيفية حيث أظهرت مراجعة منهجية أن تمارين التمدد وأخذ فترات راحة تساعد في تقليل الانزعاج العضلي الهيكلي أثناء العمل على الكمبيوتر. وجد فوسيت وآخرون أن المرضى المصابين بـمتلازمة النفق الرسغي كانوا أكثر قدرة على مواصلة عملهم عندما تم تعديل المهام، ومن بين التعديلات الفعالة:
- تقليل المهام المتكررة
- تقليل عدد ساعات العمل[31]

يمكن لأخصائيي العلاج الطبيعي والوظيفي تقديم توصيات لتعديل بيئة العمل لتقليل عوامل الخطر من خلال إعادة تصميم المهام وتعديل الأدوات المستخدمة.

### تعديل المعدات
تلعب دورًا رئيسيًا في العلاج الوظيفي يتمثل في تقديم الأدوات المعدّلة والمساعدات التكيفية لتمكين الأداء الوظيفي بالرغم من القيود الجسدية. يمكن لتعديل الأدوات والأدوات المساعدة تصحيح وضعية اليد على سبيل المثال، إبقاؤها في وضع محايد أكثر وتقليل القوة اللازمة لاستخدام اليد لإتمام الفعل. على سبيل المثال، قدمت شركة دولبي أدوات يدوية تقليل القوة المطلوبة لاستخدام اليد، حيث وزعت القوة على منطقة سطحية أكبر من اليد، وصححت وضعية اليد من خلال مقابض مُصممة خصيصًا لا تؤثر على منطقة العصب المتوسط في راحة اليد. كانت هذه الأدوات مصممة لتقليل عوامل الخطر المرتبطة بـإصابات الإجهاد المتراكم مثل متلازمة النفق الرسغي. على سبيل المثال، كما تم تصميم كماشة مزودة بنابض خاص لتقليل القوة المطلوبة لقص الأسلاك في تجميع الأجهزة الإلكترونية.
يمكن أن تكون المساعدات التكيفية مفيدة في تمكين الأفراد المصابين بـمتلازمة النفق الرسغي من المشاركة في الأنشطة التي يختارونها. إحدى هذه التعديلات هي زيادة قطر المقابض بحيث تحتاج القوة المطلوب لقبض الكائن إلى قوة قبضة أقل. يمكن تعديل أي مقبض بهذه الطريقة. على سبيل المثال، قد يواجه شخص مصاب بـمتلازمة النفق الرسغي صعوبة في إمساك فرشاة الأسنان أو الأدوات أثناء تناول الطعام. يمكن للأخصائيين تعديل هذه الأدوات بسهولة أو شراء أدوات معدلة مسبقًا للعميل. كما يمكن تقليل عوامل الخطر مثل الاهتزاز التي قد تساهم في متلازمة النفق الرسغي عن طريق تقديم أدوات جديدة مع مستويات اهتزاز منخفضة بالإضافة إلى القفازات المضادة للاهتزاز.

### تعديل بيئة العمل
أحد الطرق المهمة في العلاج هي تكيّفيّة البيئة لتسهيل الأداء الوظيفي لمهمة معينة. عند تعديل البيئة، غالبًا ما تكون التعديلات على الأدوات والأجهزة جزءًا من هذا التغيير البيئي.
في إدارة متلازمة النفق الرسغي، يعد تعديل مكان العمل أي تكييف بيئة العمل جزءًا كبيرًا من التدخل العلاجي. من خلال تعديل معدات مكان العمل، مثل المكاتب والكراسي والشاشات ولوحات المفاتيح، يمكن تحقيق الوضعية المثالية للمعصم والساعد. يمكن أن يساعد ذلك في تخفيف أعراض متلازمة النفق الرسغي بالإضافة إلى منع المزيد من الأضرار والإجهاد. على سبيل المثال، توجد أدلة معتدلة على أن لوحة المفاتيح المريحة المعدلة أكثر فعالية من لوحة المفاتيح العادية في تخفيف أعراض متلازمة النفق الرسغي. كما أن إضافة دعامات للساعد يمكن أن تساعد في تحقيق وضعية معصم صحيحة عن طريق منع تمدد المعصم أثناء استخدام الفأرة.
يجب أيضًا الانتباه إلى الجوانب النفسية الاجتماعية في بيئة العمل، مثل مطالب العمل والتحكم في العمل، حيث يمكن أن تساعد أو تعرقل العودة إلى العمل ومستوى الأداء في مكان العمل لأولئك الأفراد الذين يعانون من متلازمة النفق الرسغي.
بجانب بيئة العمل، يمكن للأخصائيين تكييف البيئة المنزلية من خلال تقديم المساعدات التكيفية وتعديل الأثاث أو المعدات.
يمكن استخدام التدخلات المذكورة أعلاه لـمتلازمة النفق الرسغي معًا كما هو موضح في دراسة قام بها فاربر باش حيث وجد هؤلاء المؤلفون أن العديد من أخصائيي العلاج اليدوي الذين يعانون من أعراض متلازمة النفق الرسغي لم يقتصروا فقط على ارتداء الجبائر، بل شاركوا أيضًا في تعديل مهامهم وأدواتهم وبيئاتهم كجزء من خطة تدخلهم الخاصة. يُعد أخصائيي العلاج اليدوي مثالًا على الفئة التي تم العثور على حالات متلازمة النفق الرسغي بها بنسبة مرتفعة بسبب الحركات المتكررة والإجهاد في العمل. في هذه الدراسة، استخدم أخصائيو العلاج اليدوي استراتيجيات التدخل التالية وأبلغوا عن تخفيف الأعراض:
- إجراء تغييرات مريحة على مكان العمل (تعديل البيئة)
- استخدام مقصات وأمواس معدلة (تعديل الأدوات/المعدات)
- إعادة تسخين مواد الجبيرة لتقليم الحواف (تعديل المهمة)
- تغيير وضع اليد (تعديل المهمة)
- استخدام معدات مساعدة لتدليك الندوب (تعديل الأدوات/المعدات).[14]